# Cisseis
Cisseis es un género de foraminífero bentónico considerado homónimo posterior de Cisseis Laporte & Gory, 1839, y sustituido por Asterocyclina de la familia Asterocyclinidae, de la superfamilia Nummulitoidea, del suborden Rotaliina y del orden Rotaliida. Su especie tipo era Cisseis asteriscus. Su rango cronoestratigráfico abarcaba el Priaboniense (Eoceno superior).

## Clasificación
Cisseis incluía a las siguientes especies:
- Cisseis americana †
- Cisseis antillea †
- Cisseis asteriscus †
- Cisseis bayani †
- Cisseis colcanapi †
- Cisseis decorata †
- Cisseis furcata †
- Cisseis georgiana †
- Cisseis giimbeh †
- Cisseis lanceolata †
- Cisseis lucifera †
- Cisseis mariannensis †
  - Cisseis mariannensis papillata †
- Cisseis munieri †
- Cisseis patellaris †
- Cisseis pentagonalis †
- Cisseis priabonensis †
- Cisseis radians †
- Cisseis rovasendai †
- Cisseis scarantana †
- Cisseis stella †
- Cisseis stellaris †
- Cisseis stellata †
- Cisseis taramellii †
- Cisseis tenuicostata †
- Cisseis variecostata †
- Cisseis vaughani †